# علمی-تخیلی
علمی–تخیلی (به انگلیسی: Science fiction) که بعضاً از آن با عنوان سای فای (به انگلیسی: sci-fi)هم یاد می‌کنند، نوعی داستان است که در ادبیات، هنر، تلویزیون، بازی ویدئویی، سینما، تئاتر و دیگر رسانه‌ها یافت می‌شود. در گونه علمی-تخیلی، فناوری یا علوم امروزی یا مربوط به آینده، دست‌مایهٔ هنرمند و آفرینشگر قرار می‌گیرد.
داستان‌های علمی-تخیلی معمولاً با مفاهیم تخیلی و آینده‌نگرانه همچون علم و فناوری پیشرفته، اکتشاف فضا، سفر در زمان، جهان‌های موازی، حیات فرازمینی، هوش مصنوعی حساس و نیز سایبرنتیک می‌پردازد. شکل‌های خاصی از جاودانگی (مانند بارگذاری ذهن) و تکینگی نامیده شده است، ادبیات ایده‌ها، و اغلب پیامدهای بالقوهٔ نوآوری‌های علمی، اجتماعی و فناوری را بررسی می‌کند.
داستان علمی-تخیلی می‌تواند ریشه‌های خود را به اساطیر باستانی بازگرداند، و به داستان‌های فانتزی، ترسناک و ابرقهرمانی مربوط می‌شود و نیز زیر ژانرهای بسیاری دارد. تعریف دقیق آن از دیرباز بین نویسندگان، منتقدان، محققان و خوانندگان، مورد اختلاف بوده است.
داستان علمی-تخیلی، در ادبیات، فیلم، تلویزیون و سایر رسانه‌ها و نیز در بسیاری از نقاط جهان، محبوب و اثرگذار شده است و همچنین گفته شده که الهام‌بخش «حس شگفتی» است و نیز علاوه بر ارائه سرگرمی، می‌تواند جامعه امروزی را نیز مورد انتقاد قرار داده و جایگزین‌ها را بررسی کند.

## تعریف و دامنه
ژانر علمی–تخیلی اثری است که در صورت حذف علم از آن، ساختارش از هم می‌پاشد. تعریف‌های مختلفی از این ژانر وجود دارد؛ از جمله، این تعریف: «اثری علمی-تخیلی است که ناشرش بگوید علمی-تخیلی است!» اما شاید پرطرفدارترین آن‌ها تعریف اخیر باشد حتی اگر دانش امروز، پاسخی برای برای چرایی و چگونگی مطرح‌شده را نداشته باشد.
ابهامی که وجود دارد مربوط به زمانی است که عنصر خیال، چنان با توجیه‌های علمی در هم آمیزد که جدا کردنش ممکن نباشد و ماهیت علمی بودن اثر، زیر سؤال رود؛ البته چنین ابهامی معمولاً در آثار علمی–تخیلی نویسندگان شاخصی مانند آسیموف یا آرتور. سی. کلارک وجود ندارد.
در اثر علمی–تخیلی، نویسنده فکر خود را رها می‌کند تا به آینده برود و آنچه را که در اثر پیشرفت علمی، امکان‌پذیر شده است به تصویر بکشد. در چنین اثری، نویسنده گاهی تمایلات و آرزوهای انسان‌ها و گاهی بیم‌ها و ترس‌ها یا شاید اشتباهاتشان را بیان می‌کند.
ژانر علمی-تخیلی، ارباب بی‌همتای گونه‌ای از سینما شد که با جلوه‌های ویژه ابتدایی شروع شد و اکنون بیشتر وابسته به پیشرفت سیستم‌های یارانه‌ای و استودیوهای دیجیتال است.

## اهمیت و اثرات
ری بردبری، نویسندهٔ آمریکایی و یکی از بزرگ‌ترین نویسندگان داستان‌های علمی–تخیلی قرن (اگرچه خودش چنین اعتقادی به این مسئله ندارد) می‌گوید: «هر چه تصور می‌کنیم، تخیل بوده و هر چه انجام می‌دهیم علم است؛ کل تاریخ بشر، چیزی جز داستانی علمی-تخیلی نیست.»
ادبیات علمی–تخیلی می‌تواند تاریخ آینده باشد. بسیاری از اختراعات و اکتشافات ابتدا در ادبیات علمی–تخیلی، چهره نشان داده و سپس در دنیای واقعی ظاهر شده‌اند.
- اولین بار در آثار ژول ورن (نویسندهٔ شهیر فرانسوی و یکی از پیشگامان داستان‌های علمی–تخیلی) بود که سینما و زیردریایی ظاهر شدند.
- کلمهٔ روبوت و کاربرد آن به صورت موجودی انسان‌نما اولین بار در اثر مشهور کارل چاپک، نویسندهٔ چک، به نام .R.U.R یا کارخانه ربات‌سازی روسوم مطرح شد.
- آرتور سی. کلارک اولین کسی بود که ایدهٔ ماهواره‌های مخابراتی را مطرح کرد و حتی به آن جامهٔ عمل پوشاند.
- کلمه رباتیک و مفهوم امنیت روبوت‌ها، هر دو از ایده‌های آیزاک آسیموف هستند.

## نویسندگان مشهور
آرتور سی. کلارک، آیزاک آسیموف، رابرت آنسون هاین‌لاین و ال.جی اسمیت را به‌عنوان بزرگ‌ترین نویسندگان داستان‌های علمی–تخیلی شناخته می‌شوند. امروز تعداد نویسندگانی که کارهایشان را بتوان در سبک علمی–تخیلی طبقه‌بندی کرد بسیار زیاد شده است؛ شاید حتی افلاطون، فیلسوف یونانی را هم بتوان یکی از اولین نویسندگان آثار علمی–تخیلی دانست؛ زیرا داستان آتلانتیس را اولین بار، او نقل کرد؛ اگر چه به صورت نقلی از حقیقت.
بی‌شک می‌توان ژول ورن را نویسنده‌ای دانست که سبک ""علمی-تخیلی" را به بلوغ رساند.
جاناتان سوییفت، نویسندهٔ سفرهای گالیور را هم شاید بتوان تا حدی جزو نویسندگان این سبک دانست؛ فصل سوم کتاب وی جزیره‌ای به نام لاپوتا را وصف می‌کند که با کمک نیروی آهنربایی بزرگ، در هوا شناور مانده و حرکت می‌کند.
هربرت جورج ولز انگلیسی، نویسنده دیگری بود که مستقیماً به ادبیات علمی تخیلی پرداخت و عناصری مانند حمله بیگانه‌های فضایی یا نامرئی شدن با استفاده از دانش را به کار گرفت.

## رسانه‌های دیگر

پوستری در سبک علمی–تخیلی به نام «غول پرتو گاما» که به مناسبت هالووین ۲۰۲۰ میلادی، توسط برنامهٔ اکتشافات فضایی ناسا منتشر شد.

نمایش‌نامه‌های رادیویی و تلویزیونی هم بستری مناسب برای سبک علمی–تخیلی هستند. اورسن ولز، سینماگر و بازیگر معروف (که او را به‌دلیل شاهکارش همشهری کین می‌شناسند)، زمانی جنگ دنیاها اثر ولز را چنان در رادیو به صورت نمایش‌نامه اجرا کرد که برخی از مردم آمریکا باور کردند که واقعاً بیگانه‌ها به زمین حمله کرده‌اند.
مجله‌های و کتاب‌های کمیک و نیز فیلم‌ها و سریال‌های بسیاری در سبک صرفاً علمی–تخیلی وجود دارند. برخی، پخش پرطرفدار سریال پیشتازان فضا (عنوان اصلی:Star Trek: Original Series) را در دهه ۵۰ (میلادی) از تلویزیون وقت ایران به یاد دارند.

### فیلم
امروزه شاید پرطرفدارترین رسانه در زمینهٔ علمی–تخیلی، فیلم باشد. فیلم‌های علمی–تخیلی را فقط طرفداران علمی–تخیلی نیستند که می‌بینند؛ این موضوع به خصوص دربارهٔ ایرانیان نیز صادق است؛ زیرا اساساً فیلم‌هایی که در ژانر علمی–تخیلی جای می‌گیرند پر از جلوه‌های ویژه و بعضاً عنصر هراس هستند و این دو کیفیت، باعث جذابیت آن‌ها شده است.

## درون‌مایه‌ها
سبک علمی–تخیلی از سبک‌هایی است که زمینهٔ بسیاری برای کار دارد؛ همچون:
- زمینی‌سازی، تبدیل سیاره‌های دیگر به صورت مناسب برای زندگی انسان.
- بیگانه‌ها، زیست فرازمینی، برخورد نژادهای هوشمند غیرانسانی با انسان، چه در زمین، چه در فضای خارج و چه در ابعاد و فضاهای غیر فیزیکی.
- سفر فضایی، جهش و کرم‌چاله‌ها…
- سفر در زمان
- پیشرفت علم، زیست‌شناسی، ژنتیک، همانندسازی (تاگ‌سازی) و نیز قدرت‌های ذهنی…
- زمان‌ها و جهان‌های موازی (Multi-verse)
- شیمی‌های متفاوت حیاتی
- تأثیرات آینده اکتشافات علمی و نیز خیال‌پردازی دربارهٔ مرزهای علم…

## علمی-تخیلی در ایران
کتاب عناصر داستان‌های علمی–تخیلی در سال ۱۳۷۷ توسط نشر نی چاپ شد که گردآورنده و مترجم آن، خیام فولادی تالاری است؛ این، نخستین کتاب دربارهٔ نوشتن داستان‌های علمی–تخیلی در ایران است.
ادبیات علمی–تخیلی در ایران «ادبیات علمی» (مجلهٔ دُردانه) یا «افسانهٔ علمی» (هوشنگ غیاثی‌نژاد، مقدمهٔ خورشید عریان) یا «دانش فسانه» هم خوانده شده است؛ اما اصطلاح «علمی-تخیلی» عامه‌پسندتر و جاافتاده‌تر است. ادبیات علمی–تخیلی در ایران بین طبقهٔ کتاب‌خوان عادی، طرفدار چندانی ندارد؛ این ژانر برای مخاطبان ایرانی، بیش از حد، شاعرانه و روشنفکرانه است و بیشتر با ادبیات کودکان، در یک طبقه قرار می‌گیرد که البته استثناهایی هم وجود دارد؛ ولی ادبیات علمی–تخیلی در ایران، هنوز به جریانی مستقل تبدیل نشده است.
یکی از نویسندگان معاصر داستان‌های علمی-تخیلی ایرج فاضل بخششی است که تا کنون ۸ کتابش منتشر شده است. نخستین مجموعهٔ داستان کوتاه علمی–تخیلی ایرانی در فصلنامهٔ ادبستان (ص ۱۵۱، تابستان و پاییز ۱۳۷۸) با نام «آخرین بنیاد کهکشانی»، نوشتهٔ فرهاد ارکانی (نشر دنیای قلم، ۱۳۷۵، به همراه دو داستان ترجمه‌شده از آیزاک آسیموف معرفی شد که آخرین داستان این مجموعه به‌گونهٔ تخیلی به شیوهٔ شکل‌گیری سری کتاب‌های بنیاد توسط آسیموف می‌پردازد.